# Железничка станица Барајево
Железничка станица Барајево је једна од железничких станица на прузи Београд—Бар. Налази се насељу Барајево у градској општини Барајево у Београду. Пруга се наставља у једном смеру ка Великом Борку и у другом према Белој реци. Железничка станица Барајево састоји се из 3 колосека.

## Повезивање линија
- Пруга Београд—Бар